# Raphionacme keayii
Raphionacme keayii är en oleanderväxtart som beskrevs av Arthur Allman Bullock. Raphionacme keayii ingår i släktet Raphionacme och familjen oleanderväxter. Inga underarter finns listade i Catalogue of Life.